# 李东 (总领事)
李东（？—），男，中华人民共和国外交官，现任中华人民共和国驻阿德莱德总领事。

## 生平
李东曾任驻伊拉克大使馆参赞、驻埃及大使馆公使衔参赞和外交部西亚北非司公使衔参赞。2023年9月，出任中华人民共和国驻阿德莱德总领事。